# Canistra
Canistra là một chi bọ cánh cứng trong họ Chrysomelidae.
Chi này được Erichson miêu tả khoa học năm 1847.

## Các loài
Các loài trong chi này gồm:
- Canistra rubiginosa (Guérin-Méneville, 1844)
- Canistra varicosa Erichson, 1847